# Carlos Contreras
Carlos Contreras (2 de outubro de 1938 – 17 de abril de 2020) foi um futebolista chileno. Ele competiu na Copa do Mundo FIFA de 1962, sediada no Chile.

## Morte
Contreras morreu no dia 17 de abril de 2020, aos 81 anos.